# Knut Magne Valle

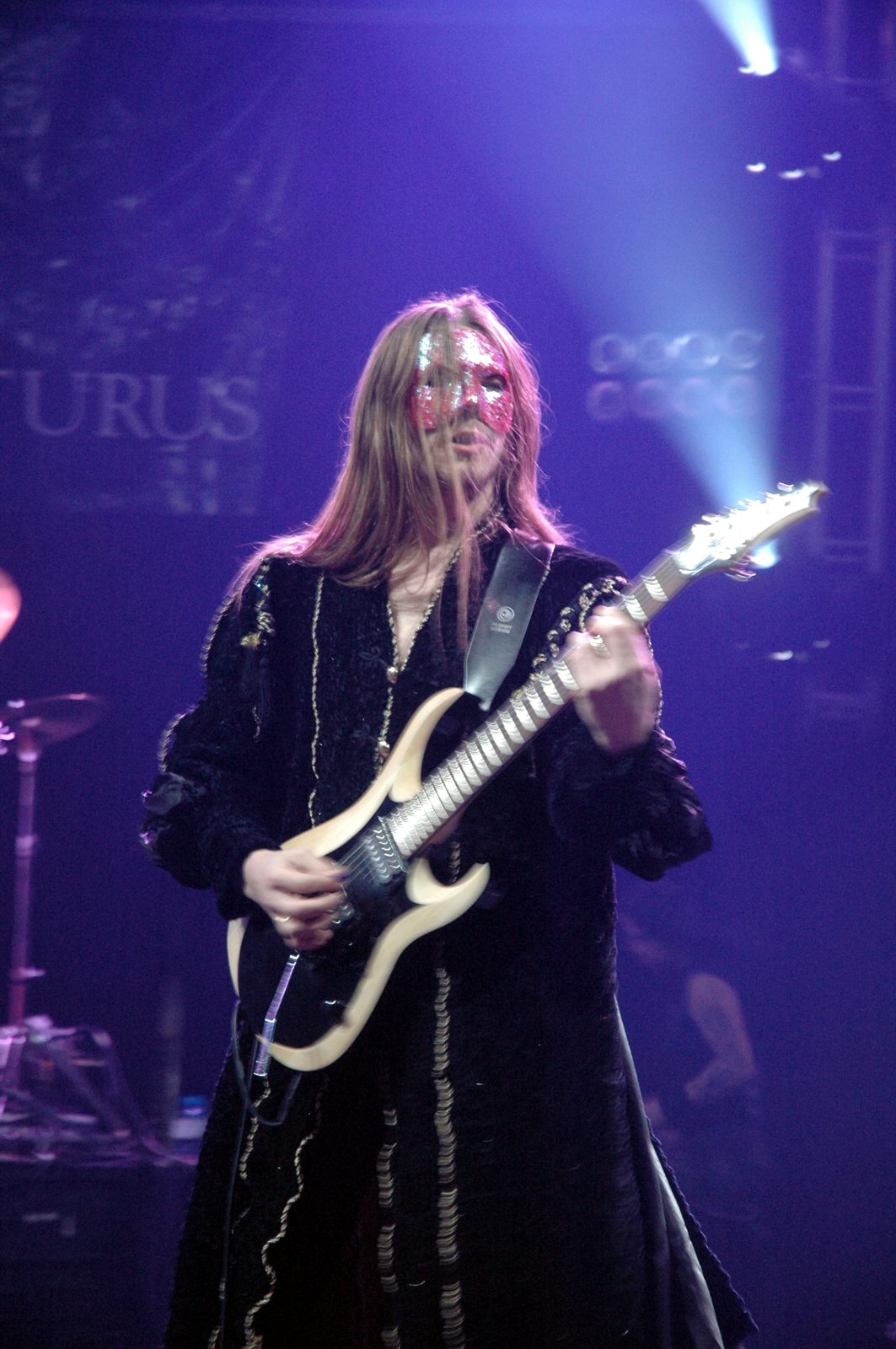
Knut Magne Valle beim Metalmania-Festival 2005

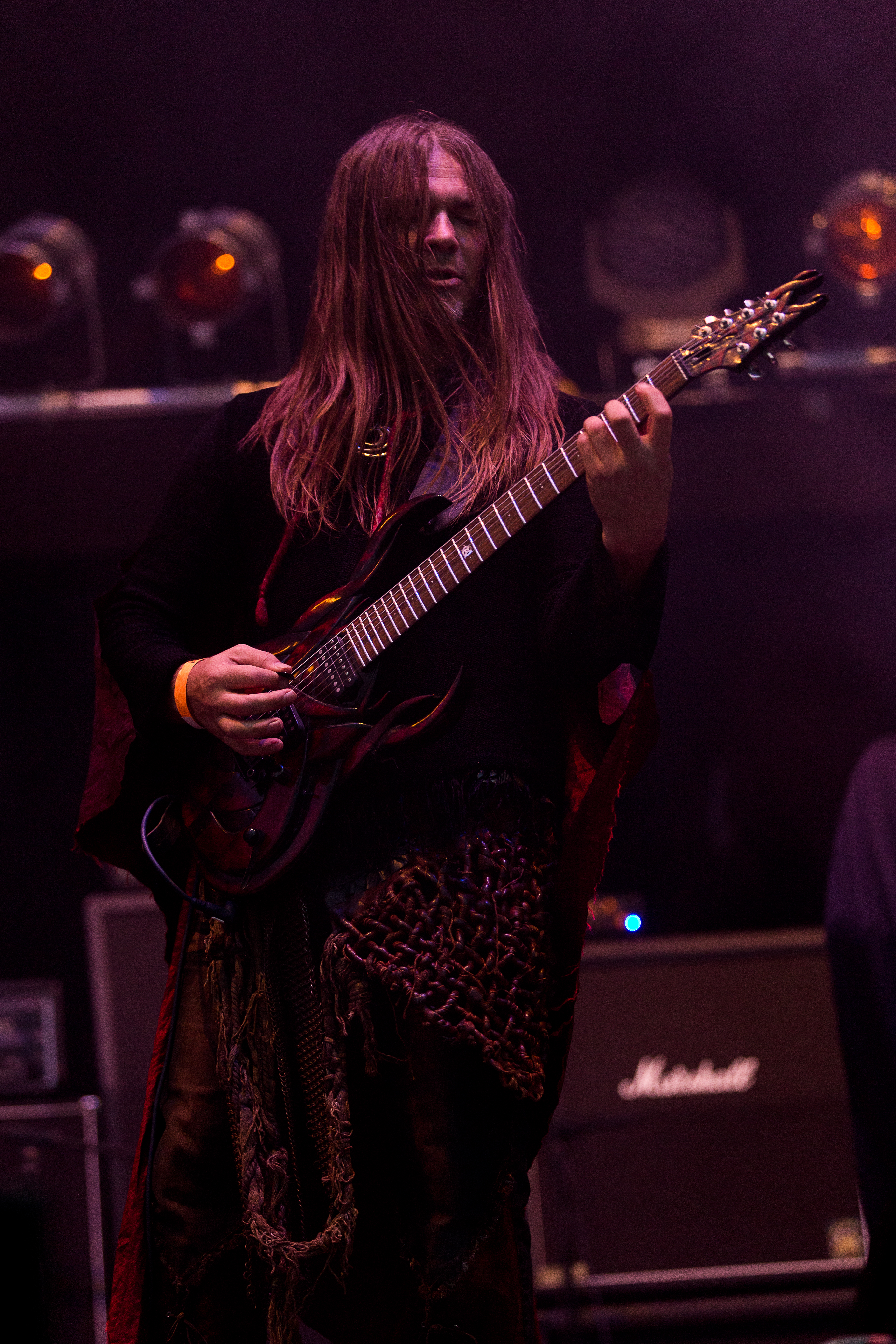
Knut Magne Valle auf dem Party.San 2016

Knut Magne Valle (* 1974) ist ein norwegischer Gitarrist, Komponist, Tontechniker und Musikproduzent. Er ist vor allem für seine Arbeit mit Arcturus bekannt, besitzt jedoch auch ein Tonstudio und organisiert Musikfestivals.

## Leben und Schaffen
Er wuchs mit zwei älteren Geschwistern auf einer Farm in Gjerstad in Südnorwegen auf und zeigte schon in jungen Jahren Interesse an Tontechnik und verschiedenen Musikinstrumenten. In einer alten Sägemühle auf dem Familiengrundstück gründete er 1990 den Gjerstad Rockeklubb. In Mosjøen machte er einen einjährigen Kurs in Tontechnik, anschließend ging er nach Oslo, um als Musiker und Produzent zu arbeiten. Ende 1996 stieg er für Carl August Tidemann bei Arcturus ein und war seither an allen Neuveröffentlichungen der Band beteiligt. Kurzzeitig war er Mitglied von Ulver, mit denen er 1998 Themes from William Blake’s The Marriage of Heaven and Hell einspielte. Außerdem hatte er 2000 einen Gastauftritt auf Fleuretys Department of Apocalyptic Affairs. Als Tontechniker und Produzent arbeitete er in dieser Zeit für Arcturus, Aura Noir, Fleurety, Ragnarok und Ulver.
Im Jahr 2002 kehrte Valle, nun verheiratet und dreifacher Vater, nach Gjerstad zurück. Zwei Jahre später eröffnete er in einer alten Wassermühle auf dem Familiengrundstück, an deren Renovierung er seit 1997 gearbeitet hatte, das Mølla Studio. Dort nahm er nun mit den genannten Bands und (z. T. auch als Gastmusiker) mit Mayhem, der Gothic-Metal-Band Ancestral Legacy sowie der Black-Metal-Band Nidingr Alben auf. Seit 2003 wird auf dem Grundstück jährlich das Mølla Festival veranstaltet, für das Valle 2011 mit einem Kulturpreis ausgezeichnet wurde. Außerdem war seine Arbeit Gegenstand einer wirtschaftswissenschaftlichen Dissertation.
Seit 2024 ist er bei The Kovenant aktiv.

## Diskografie
mit Arcturus
- 1997: La Masquerade Infernale
- 1999: Disguised Masters (Remixes)
- 2002: The Sham Mirrors
- 2005: Sideshow Symphonies
- 2006: Shipwrecked in Oslo (Live-DVD)
- 2015: Arcturian

mit Ulver
- 1998: Themes from William Blake’s The Marriage of Heaven and Hell

mit Fleurety
- 2000: Department of Apocalyptic Affairs (als Gast)

mit Mayhem
- 2007: Ordo Ad Chao (als Gast)

mit Ancestral Legacy
- 2008: Trapped Within the Words (EP, als Gast)
- 2010: Nightmare Diaries (als Gast)